# 第二次密縣戰鬥
密縣戰鬥發生於1930年9月26日，地點則是在中國豫中北一帶（今新密市一带），是國民革命軍內部所發生的內戰戰鬥之一。密縣戰鬥的交戰雙方，一方為國軍47師，另一方為馮玉祥部隊。